# Стеклопор
Стеклопор — гранулы, получаемые вспучиванием растворимого жидкого стекла или, так называемой, силикатглыбы — продукта охлаждения расплава натриевого или калиевого стекла. В сочетании с различными связующими стеклопор используют для изготовления штучной, мастичной и заливочной теплоизоляции. Стеклопор получают путём фануляции и вспучивания жидкого стекла с минеральными добавками (мелом, молотым песком, золой ТЭС и др.). Наиболее эффективно применение стеклопора в ненаполненных пенопластах, так как введение его в пенопласт позволяет снизить расход полимера и значительно повысить огнестойкость теплоизоляционных изделий.
За его разработку, создание и внедрение в 1979 году Фирскин Евгений Семёнович, Федин Валерий Алексеевич, Чвилёва Надежда Юрьевна получили премию Ленинского комсомола в области науки и техники.